# Benzidamina
La benzidamina (o benzidammina) è un principio attivo anti-infiammatorio appartenente alla famiglia dei FANS, sottogruppo dei non-acidi. Agisce con due meccanismi: inibendo l'enzima fosfolipasi A2, che degrada i fosfolipidi di membrana per il rilascio di acido arachidonico e, a concentrazioni elevate, anche sulla ciclossigenasi rallentando quindi la conversione dell'acido arachidonico a prostaglandine, principali mediatrici endogene dell'infiammazione e del dolore. A differenza di altri FANS la benzidamina, se utilizzata alle dosi terapeutiche, non inibisce la ciclossigenasi né la lipossigenasi e non sarebbe causa della patologia ulcerosa gastro-duodenale. 

## Tossicità
In genere la benzidamina è ben tollerata, salva la possibilità, come per ogni farmaco, di reazioni allergiche. È stata segnalata occasionalmente una sensazione di pizzicore in caso d'impiego nel cavo orale. Sono segnalati casi d'intossicazione determinati da uso improprio e voluttuario della benzidamina, particolarmente in Brasile, Polonia e Romania. A dosaggi piuttosto elevati, dai 500 ai 3000 miligrammi, la benzidamina ha effetti psicotropi. A tali dosaggi agisce sul sistema dopamminergico, determinando sensazioni di euforia. A dosi più alte si riscontrano allucinazioni, ideazione paranoidea, secchezza delle fauci e convulsioni.